# Rancho Viejo (condado de Cameron)
Rancho Viejo es un pueblo ubicado en el condado de Cameron en el estado estadounidense de Texas. En el Censo de 2010 tenía una población de 2437 habitantes y una densidad poblacional de 424,03 personas por km².

## Geografía
Rancho Viejo se encuentra ubicado en las coordenadas 26°2′9″N 97°33′19″O / 26.03583, -97.55528. Según la Oficina del Censo de los Estados Unidos, Rancho Viejo tiene una superficie total de 5.75 km², de la cual 5.08 km² corresponden a tierra firme y (11.54%) 0.66 km² es agua.

## Demografía
Según el censo de 2010, había 2437 personas residiendo en Rancho Viejo. La densidad de población era de 424,03 hab./km². De los 2437 habitantes, Rancho Viejo estaba compuesto por el 90.81% blancos, el 0.86% eran afroamericanos, el 0.16% eran amerindios, el 3.98% eran asiáticos, el 0% eran isleños del Pacífico, el 3.2% eran de otras razas y el 0.98% pertenecían a dos o más razas. Del total de la población el 64.71% eran hispanos o latinos de cualquier raza.